# Taslultum
Taslultum (Tashlultum; entre os séculos XXIV e XXIII a.C.) foi um rainha do Império Acádio e esposa do rei Sargão da Acádia. Ela era a mãe de seus filhos Enheduana, Rimus, Manistusu, Suenlil e Ilabaistacal. Era também a avó de Narã-Sim e bisavó de Sarcalisarri. Seu nome é conhecido por arqueologia apenas a partir de um único fragmento de um vaso ou tigela de alabastro com uma inscrição indicando que ele foi dedicado ao templo por seu mordomo.